# Serres-Castet
Serres-Castet är en kommun i departementet Pyrénées-Atlantiques i regionen Nouvelle-Aquitaine i sydvästra Frankrike. Kommunen ligger i kantonen Morlaàs som tillhör arrondissementet Pau. År 2022 hade Serres-Castet 4 411 invånare.

## Befolkningsutveckling
Antalet invånare i kommunen Serres-Castet
| Referens: INSEE |